# Черниговская и Новгород-Северская епархия
Черниговская и Новгород-Северская епархия (укр. Чернігівська і Новгород-Сіверська єпархія) — епархия Украинской православной церкви (Московского патриархата).

## Названия
- Черниговская и Рязанская (991—1198)
- Черниговская (1198—1250/1285)
- Черниговская и Брянская (или Дебрянская) (1285/1334/после 1356—1500)
- Черниговская и Новгород-Северская (1640-е — XVII)
- Черниговская и Рязанская (XVII)
- Черниговская и Нежинская (1785—1799)
- Малороссийская-Черниговская (1799—1803)
- Черниговская и Нежинская (1803—2007)
- Черниговская и Новгород-Северская (c 2007)

## История

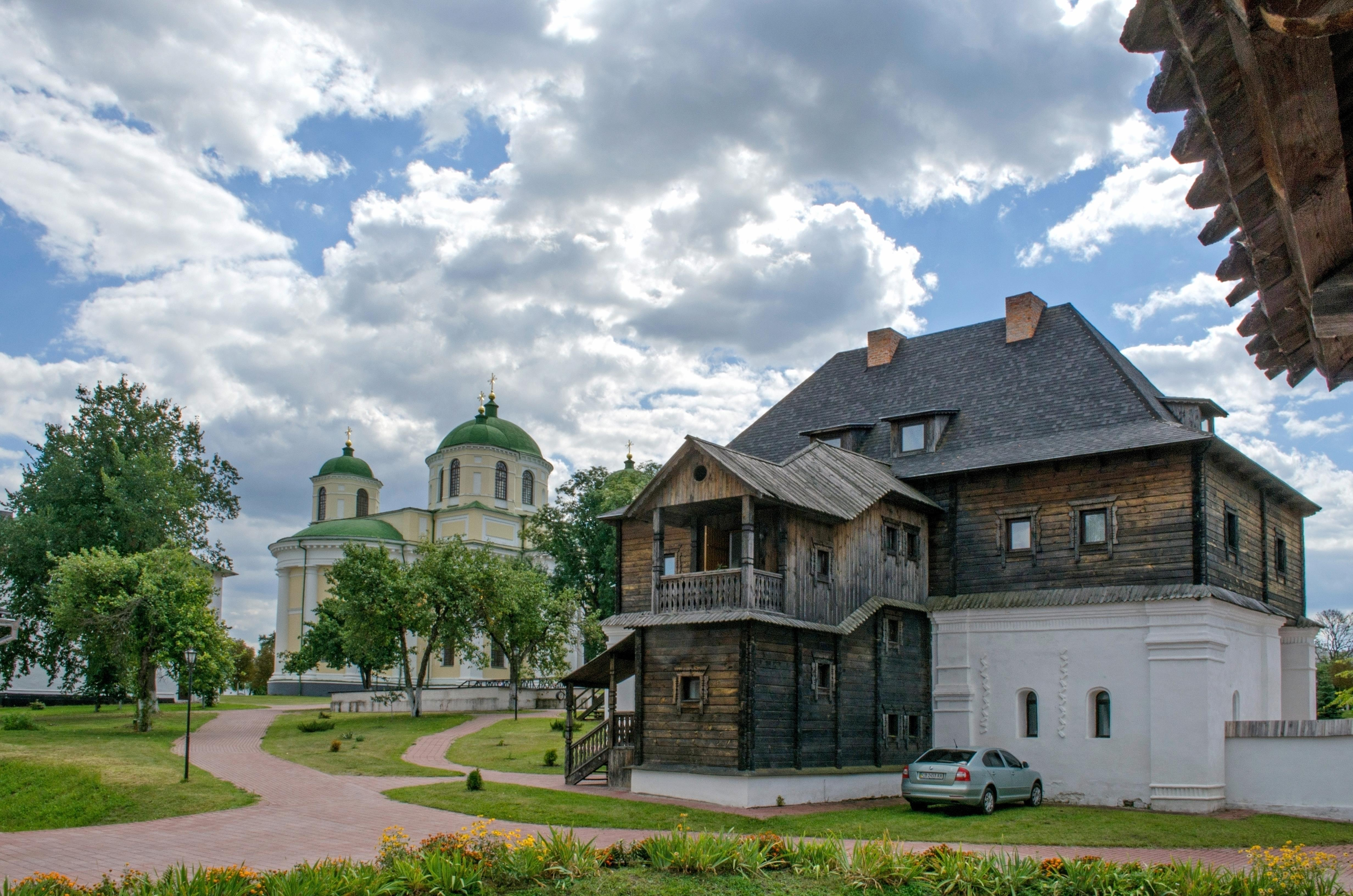
Спасо-Преображенский монастырь в Новгороде-Северском

Черниговская епархия основана в 991 году, одна из древнейших епархий в Киевской митрополии Константинопольского патриархата. С 1069 г. или 1070 г. до смерти в около 1085 г. владыка Неофит имел сан митрополита Черниговского.
Сначала епархия называлась Черниговской и Рязанской. В её состав входили земли современной Черниговской, Сумской и Киевской области современной Украины, а также Брянской, Орловской, Калужской, Курской, Тульской, Владимирской, Смоленской, Рязанской и Московской областей России, Могилёвская область Белоруссии.
Позже на северных землях епархии учредили Рязанскую епархию (1118), Смоленскую (1137), Владимирскую (1214), а следовательно епархия начала именоваться просто Черниговской.
Во время литовского и затем литовско-польского владычества в Юго-западной России, Черниговская епархия утратила своё прежнее значение и много лет находилась в ведении других епархий (например, Смоленской); восстановление её совершилось, далеко не в прежних размерах, около 1620 г. при епископе Зосиме (Прокоповиче), проживавшем большей частью в Киеве. Преемник его — известный Лазарь Баранович, в 1667 г. возведенный в звание архиепископа черниговского и северского, был одним из самых видных устроителей Черниговской епархии. В первой половине XVIII в. в Черниговской епархии было 16 мужских и 4 женских монастыря. На 22 года (1775—1797) от неё отделилась Новгород-Северская епархия. Объём, равный объему Черниговской губернии, епархия получила в 1803 г. В числе Черниговских иерархов были св. Феодосий Углицкий, открытие и чествование мощей которого происходило в 1896 г., и Филарет (Гумилевский).
Историк Алексей Беглов приводит такую фразу из письма духовенства Черниговской епархии от июня 1917 года с описанием того, как происходит реализация выборного начала, начавшаяся с февральской рефолюции: «Вышибленные [из приходов] пастыри, реже псаломщики и дьяконы десятками идут до своего архипастыря. Последний предлагает найти свободный приход и доставить приходский приговор о принятии пастыря прихожанами».

## Епископы
- Неофит (упом. 1071)
- Феодул (упом. XI в.)
- Иоанн (упом. 1080 — 23 ноября 1111)[4]
- святой Феоктист (12 января 1112 — 6 августа 1123)
- Пантелеймон (до 1142)[5]
- Онуфрий (1143—1147)
- Антоний (упом. 1158—1166)
- Порфирий (упом. 1177—1239)[6]
- Павел (апрель 1332 — сентябрь 1335)[7]
- Нафанаил (упом. 1356 по 1376)
- Григорий (упом. 1377)
- Исаакий (1389 — 15 ноября 1415)
- Евфимий (упом. 1458 — ноябрь 1464)
- Феодор (до 1483)
- Нектарий (до 1499)
- Иона (с 4 апреля 1499)[8]
  - упразднена, в составе Смоленской, были попытки восстановления
- Зосима (Прокопович) (упом. 1649—1656)
- Лазарь (Баранович) (8 марта 1657—1692)
- святитель Феодосий (Полоницкий-Углицкий) (11 сентября 1692 — 5 февраля 1696)
- Иоанн (Максимович) (10 января 1697 — 11 марта 1712)
- Антоний (Стаховский) (20 сентября 1713 — 1 марта 1721)
- Иродион (Жураковский) (6 мая 1722 — 28 июля 1733)
- Иларион (Рогалевский) (25 марта 1735 — 11 октября 1738)
- Никодим (Скребницкий) (6 декабря 1738 — 29 мая 1740)
- Антоний (Черновский) (29 мая 1740 — 6 сентября 1742)
- Амвросий (Дубневич) (8 сентября 1742 — 23 февраля 1750)
- Ираклий (Комаровский) (8 сентября 1752 — 19 октября 1761)
- Кирилл (Ляшевецкий) (19 октября 1761 — 14 мая 1770)
- Феофил (Игнатович) (17 октября 1770 — 27 сентября 1788)
- Иерофей (Малицкий) (6 декабря 1788 — 1 апреля 1796)
- Виктор (Садковский) (13 мая 1796 — 11 ноября 1803)
- Михаил (Десницкий) (18 декабря 1803 — 26 марта 1818)
- Симеон (Крылов-Платонов) (16 июня 1818 — 26 сентября 1820)
- Лаврентий (Бакшевский) (26 октября 1820 — 14 марта 1831)
- Владимир (Ужинский) (28 марта 1831 — 19 сентября 1836)
- Павел (Подлипский) (26 сентября 1836 — 18 апреля 1859)
- святитель Филарет (Гумилевский) (2 мая 1859 — 9 августа 1866)
- Варлаам (Денисов) (9 ноября 1866 — 16 августа 1871)
- Нафанаил (Савченко) (17 августа 1871 — 4 марта 1875)
- Серапион (Маевский) (15 мая 1876 — 6 марта 1882)
- Вениамин (Быковский) (5 апреля 1882 — 1 февраля 1893)
- Сергий (Соколов) (26 марта — 24 августа 1893)
- Антоний (Соколов) (3 сентября 1893 — 20 апреля 1911)
- священномученик Василий (Богоявленский) (12 мая 1911 — 6 мая 1917)
- священномученик Пахомий (Кедров) (май 1917 — арестован 16 октября 1930, прославлен в лике новомучеников РПЦЗ)
- Стефан (Проценко) (28 октября 1932 — арестован 23 июля 1936)
- Симон (Ивановский) (9 декабря 1941 — арестован 29 января 1944)
- Борис (Вик) (16 апреля 1945 — 13 января 1947)
- Паисий (Образцов) (13 января — 19 июня 1947)
- Иаков (Заика) (18 ноября 1948 — 17 ноября 1953)
- Арсений (Крылов) (17 ноября 1953 — 29 июля 1954)
- Гурий (Егоров) (31 июля 1954 — 19 октября 1955)
- Андрей (Сухенко) (19 октября 1955 — 2 октября 1961)
- Игнатий (Демченко) (12 января — 16 ноября 1962)
- Панкратий (Кашперук) (16 — 20 ноября 1962)
- Феодосий (Процюк) (2 декабря 1962 — 30 марта 1964)
- Нестор (Тугай) (30 марта 1964 — 17 февраля 1969)
- Владимир (Сабодан) (20 марта 1969 — 18 апреля 1973)
- Варлаам (Ильющенко) (18 апреля — 31 мая 1973) в/у, еп. Переяслав-Хмельницкий
- Антоний (Вакарик) (31 мая 1973 — 15 июля 2003)
- Амвросий (Поликопа) (c 15 июля 2003) до 16 октября 2003 — в/у, еп. Новгород-Северский.

## Монастыри
В составе епархии пять монастырей:
- Спасо-Преображенский монастырь (мужской) в городе Новгороде-Северском
- Елецкий Успенский монастырь (женский)
- Свято-Лаврентиевский монастырь (женский)
- Свято-Георгиевский Даневский монастырь (женский)
- Домницкий монастырь Рождества Пресвятой Богородицы